# Dmytro Koczyndyk
Dmytro Koczyndyk – poseł do Sejmu Krajowego Galicji II kadencji (1868–1869), buchalter kasy oszczędności we Lwowie.
Wybrany w III kurii obwodu Sambor, z okręgu wyborczego Miasto Drohobycz 21 sierpnia 1868, na miejsce Jana Zycha.